# Среднетюркский язык
Язык Озьтюрк (на Озьтюрке — Öztürk tili, Öztürkçe) — общетюркский язык — искусственно создаваемый язык, который направлен на облегчение межтюркского общения посредством выявления общетюркских языковых универсалий методами компьютерной лингвистики. Проект основан на труде волонтёров, которые осуществляют выборки однокоренных лексем из словарей тюркских языков и вводят их в унифицированном виде в компьютерную программу, которая проводит пофонемное усреднение по принципу «двойного большинства» (по числу языков и по числу носителей языков). Аналогичным образом осуществляется усреднение грамматических категорий. Тем самым сводится к минимуму человеческий фактор и исключается принятие волюнтаристских решений.
Проект не является пуристическим, но только и исключительно статистическим, в этой связи тюркскими считаются все слова и грамматические категории, вне какой-либо связи с их этимологией, которые имеются в словарях и грамматиках тюркских языков.
Сторонники озьтюрка полагают, что создание общего языка, предназначенного для внешнего, а не внутреннего общения, невероятно обогатит эти языки исконно тюркскими словами, которые есть в одних тюркских языках, но утеряны или вытеснены иностранными словами в других тюркских языках.

## История
Область распространения тюркских языков простирается от бассейна реки Колымы в Сибири на юго-запад до восточного побережья Средиземного моря. Общее число говорящих — около 200 млн чел.
Собственно тюркские можно было бы разделить на: языки рунических надписей; горно-алтайские (центрально-восточные) языки; карлукские языки — карлукско-уйгурские и карлукско-хорезмийские; кыпчакские языки; огузские языки; саянские (тобаские) языки; хакасские (кыргызские) языки; якутские языки.
Чагатайский тюрки до XX в. функционировал как межтюркский язык общения.
На рубеже XIX—XX веков проблема общетюркского языка была актуальной для многих тюркских народов. Единственным проводником письменных традиций тюрко-татарского языка была газета «Тарджиман» («Переводчик») (1883—1918), отмечает Л. И. Гимадеева, cледовательно, газета «Тарджиман» служила всему тюркскому миру. Через газету «Тарджиман» ее редактор, общественный деятель Исмаил Гаспринский, проводил концепцию общетюркского литературного языка и предлагал называть его «урта лисан» («средний язык»). Под понятием общетюркского литературного языка подразумевается язык, доступный всем тюркским народам. По мнению И. Гаспринского, единый литературный язык оберегает народ от дискриминации. Идея единого языка И. Гаспринского не отрицает значения отдельных национальных языков. Он придерживается мнения, что ребенок первоначальные знания и воспитание должен получить на своем родном языке. Единый язык нужен для того, чтобы служить общим интересам, целям и задачам своего народа.
С появлением большого количества изданий на разных тюркских языках уменьшился спрос на выпуск газеты на едином языке. Идеи И. Гаспринского, который хотел объединить общим тюркским литературным языком весь тюркский мир, находят сильный резонанс в среде тюркской мусульманской интеллигенции России. Они оставляют свой отпечаток и в старотатарском литературном языке. Татарские писатели и просветители, которые хотели, чтобы их произведения также читали во всем тюркском мире, писали на языке, близком к языку газеты «Тарджиман», который основывался на новоосманском (турецком) языке. Поэтому в старотатарском литературном языке в конце XIX века активизируются некоторые огузские элементы, ранее появлявшиеся эпизодически, а также утверждаются новые — османо-турецкие. Их можно встретить в фонетике, лексике, грамматике и синтаксисе.
Вследствие этого на рубеже двух веков формируется новый вариант старотатарского литературного языка, на этот раз с сильным преобладанием огузского компонента. Как правило, огузские элементы имели место во всех стадиях развития старотатарского литературного языка. С XVII—XVIII веков в старотатарский литературный язык начинается интенсивное проникновение огузского компонента в результате османо-турецкого влияния. Это влияние было обусловлено конкретными социально-историческими предпосылками — активизацией культурно-экономических, а также дипломатических отношений Поволжья с Турцией и Ираном (Азербайджаном).
В конце XIX — начале XX вв. вариант старотатарского литературного языка с преобладанием огузского компонента называли по-разному: татарско-турецкий язык, язык «Тарджимана», турецко-османский язык. После революции 1905—1907 гг. османско-турецкое влияние на старотатарский язык несколько ослабевает. Это объясняется тем, что в 1905 году начинают появляться десятки печатных изданий на разговорно-татарском языке. С приобретением возможности издания газет и журналов нужно было определиться, на каком языке писать («Нур». 1905. — № 4). Под термином «язык» подразумевались варианты классического старотатарского языка, называемые: а) төрки әдәби тел — тюркский литературный язык; б) җәдиди госманлы — джадидо-османский вариант, который был близок к газете «Тарджиман»; в) гавами тел — вариант письменного языка, который был обогащен общенародными разговорными формами («Нур». — 1905. — № 4 — 13, 1906. — № 67 и др.). Дискуссия, которая началась в газетах «Нур» («Свет»), «Йолдыз» («Звезда»), «Ахбар» («Новости») продолжалась и в журналах «Шура» («Совет»), «Аң» («Сознание») и др. Так как многие представители татарской интеллигенции (Г. Тукай, Дардманд, Г. Ибрагимов, Ф. Амирхан, Х. Максуди, Г. Исхаки, Ш. Камал, М. Гафури и др.) были против языка газеты «Тарджиман» («Переводчик»), большинство писателей, которые сочиняли свои произведения на огузированном варианте старотатарского литературного языка, переходят на его общенародный разговорный вариант. В конце XIX и в самом начале XX веков влияние турецкого языка на татарский литературный язык наблюдается во всех жанрах письменной литературы.
Таким образом, огузированный вариант татарского литературного языка конца XIX — начала XX веков все же сыграл важную роль в истории татарского народа.
В 1926 году Всесоюзный тюркологический съезд в Баку рекомендовал перевести все тюркские языки на латинский алфавит. Переход тюркских народов на латинскую графику начал осуществляться с большим энтузиазмом. Все тюркские народы перешли на этот алфавит с огромным воодушевлением. Думали, что наступило «золотое царство», что тюркские народы, как братья и друзья, обнявшись, будут сближаться и дальше. Даже Турция, будучи самостоятельным государством и имея фундаментальные связи с арабской письменностью, по доброй воле отказалась от своего алфавита и перешла на латинский, надеясь на сближение с собратьями.
Яналиф — это общетюркская латиница, которая была принята по инициативе Ленина, демократическим конгрессом тюркских народов. Поэтому её вполне можно называть «ленинской латиницей». Говорят, что это была самая удобная система письма для тюркских языков. А вот нынешняя кириллица — была введена по приказу Сталина, без никаких обсуждений, в приказном порядке. Она слишком перегруженна, а главное — почти у всех разная. В 1930-х гг. отношения Турции и СССР резко ухудшились. Даже несмотря на то, что алфавит Ататюрка отличался от яналифа, для советской власти латиница стала символом другого, буржуазного мира. В 1939 г. началась тотальная кириллизация национальных письменностей СССР.
В некотором роде, сейчас в какой-то степени повторяется 1938 год. Тогда каждый народ изобретал по-своему для 40 фонем какие-то графемы. И получилось в итоге, что для 40 фонем разработали не 40 графем, как это предполагалось в унифицированном алфавите 1926 года, а 76 графем на кириллице, где-то около 30 — на латинице и столько же — на арабице. Всего около 150 графем для 40 фонем. И фактически получилось так, что среди этой системы записей тюркский народ потерял свою возможность взаимного понимания письменных текстов. Если бы мы вернулись к варианту 1926 года, то каждый народ употреблял бы в своем алфавите в среднем 35 графем и дополнительно выучив 5, мог бы читать тексты всех тюркских народов. Сейчас же ему надо знать 35 своих родных, и еще 115 чужих графем, чтобы он смог прочитать тот же объем текстов. То есть возникла фактически непреодолимая преграда.
Аналогичная проблема наблюдается и в вопросе терминологии. Каждый народ сейчас изобретает свою терминологическую систему — совершенно самостоятельно, без оглядки на других. И получится так, что фактически вся эта терминология, созданная для национального языка, будет, грубо говоря, бесполезна. Потому что мировую науку на этом языке все равно невозможно будет освоить.
Бахтияр Рахмонович Каримов — доктор философских наук, профессор, с.н.с. Института философии АН Республики Узбекистан стоял у истоков языка «Ортатюрк», в своих трудах произвёл его теоретическую концептуализацию. К 1992 г. идея озьтюрка полностью теоретически оформилась.
Создание общетюркского языка «Анатюрк» как средства культурной коммуникации тюркского мира было включено в глобальную Программу ВАТН. Всемирная Ассамблея Тюркских Народов (ВАТН) на сегодня является одним из немногих общественных организаций объединяющая тюркские народы мира. Основное направление её деятельности — это воссоздание, разработка и пропаганда фундаментальных основ, обеспечивающие тюркское единение, тюркской пути общественного развития, позволяющие каждому тюрку иметь достойную жизнь в настоящем и будущем.
Возникновение ВАТН было связано с крушением СССР и распространением среди интеллигенции тюркских народов идейного течения под названием «тюркизм» (по-другому еще «пантюркизм»), а на большинстве тюркских языков «тюркчюлюк».
В октябре 1992 г. всеми тюркскими государствами была подписана Анкарская Декларация о взаимном сотрудничестве.
На съездах организации были приняты программы. Первая программа развивала идеи тюркского единства в русле антиколониализма и антиимпериализма, в русле борьбы за права человека, неразрывно связанных с правами нации. Демократия и национальная свобода — вот два главных постулата этой программы. Ассамблея предлагала в своей программе определенные механизмы по укреплению политических, общественных и культурных связей между тюркскими народами. В 3-й Программе упор был сделан не на политические и геополитические моменты, а на духовно-культурную и социально-экономическую составляющие пантюркизма, воссоздание и развитие общей духовно-мировозренческой основы тюркского мира. Эта основа должна представлять из себя мировозренческую систему (или философию), основанную на богатстве тюркского языка, фольклора и искусства. Это будет, своего рода, дешифрованная тюркская философия доисламского и дохристианского периодов, прочитанная языком XXI века.
На сегодняшний день руководителем, президентом ВАТН является академик Ерментай Султанмурат (г. Туркестан, Казахстан).
В декабре 2022 г. накопленная база словаря была размещена на онлайн-платформе Glosbe.

## На что похож «Озьтюрк»
Для первоначальной оценки, хотя и весьма грубой было выбрано 30 ранее рассчитанных слов «озьтюрка» (в русском эквиваленте — бабочка, барсук, враг, глубокий, гнездо, гнилой, гора, город, горсть, дом, да, есть (имеется), ёж, желать (просить), женщина, мозг, наш, парус, плавать, платить, подошва, рождаться, солнце, считать, туловище, цветок, широкий, шить, школа, яйцо) и выделили для каждого из тюркских языков лишь те слова, которые в точности совпали со словами «озьтюрка». Полученные результаты оказались, с одной стороны, достаточно ожидаемыми, но для некоторых языков довольно неожиданными.
По данным 100 случайно выбранных слов лидерство по «похожести» на озьтюрк занимает крымскотатарский язык (34 % полных совпадений), далее следуют турецкий язык и крымский диалект караимского языка (28 % совпадений), у туркменского языка — 27 %, кумыкского языка — 25 %, у узбекского и кыргызского — по 24 %, у уйгурского — 23 %, у казахского — 22 %, у ногайского и карачаево-балкарского — по 19 %, у каракалпакского и азербайджанского — по 15 %, у алтайского и урумского -по 14 %, у татарского и гагаузского — по 13 %, у чагайтайского — 12 %, у лексики «Древнетюркского словаря» и старо-османского языка — по 11 %, у хакасского, телеутского, шорского, крымчакского языков и тракайского и луцко-галичского диалектов караимского языка — по 10 %, по 9 % у башкирского и средне-кыпчакского языка, у саха (якутского) и армяно-кыпчакского — по 8 %, у тувинского — 7 %, у древне-уйгурского — 6 %, у сарыг-югурского и тофаларского — по 5 % полных совпадений, у чулымского, хорезмско-тюркского (староузбекского), древнекыпчакского — по 4 %, у чувашского и средне-уйгурского — по 3 %, у саларского, сибирско-татарского, долганского языков и языка фуюйских кыргызов — по 2 % полных совпадений, у халаджского и орхоно-енисейского — по 1 % полных совпадений. Мы заранее не устанавливали приоритета для огузской, кыпчакской или карлукской групп. Компьютерная программа «Ортатюрк онлайн» вне всякой зависимости от вообще чьих бы то ни было желаний и предпочтений проводит пофонемный расчет словоформ по принципу «двойного большинства» (у большинства говорящих на тюркских языках и в большинстве тюркских языков). То же самое относится и к грамматическим категориям. Нетрудно видеть, что на выходе мы имеем усредненный (синтетический) язык. По приведённым данным выходит, что лидирующие позиции по «похожести» занимают: 1) языки небольших по численности народов, то есть предположения о том, что турецкий язык как язык большинства тюрков будет абсолютно доминировать, не оправдываются; 2) языки народов, которые сочетают в себе кыпчакские и огузские черты (а крымскотатарский — ещё и некоторые карлукские). Малое сходство с чувашским языком, как труднопонимаемым другими тюрками, ожидалось. Все тюркские языки заимствовали те или иные слова из тех или иных нетюркских языков не единомоментно. Какие-то заимствовали конкретное слово тысячу лет назад, какие-то — 700, а какие-то — вообще 200.

## Грамматика
Показателем инфинитива является аффикс -maq, -mek или -ırğa/-irge/-urğa/-ürge/-arğa/-erge/-rğa/-rge. Инфинитив в озьтюрке не имеет видовых значений (значений совершенного и несовершенного вида), поэтому может переводиться на русский язык инфинитивами обоих видов.
В языке Озьтюрк существует особая группа слов, называемая отглагольными существительными. Это слова, которые образуются от основы любого глагола и обозначают название действия. Образуется данная форма присоединением к основе глагола -ma/-me или -uw/-üw/-w.
Язык Озьтюрк имеет четыре залога:
1. возвратный;
2. страдательный;
3. взаимный;
4. понудительный.

Четырём залогам противопоставляется пятый основной.

### Времена глагола
Настоящее неопределённое время изъявительного наклонения выражает действие, совершаемое в момент речи и само по себе не предназначено для выражения действия, протекающего в какой-то определённый момент. Глагол в этой форме может выражать и действие «вневременное», совершающееся обычно, как в прошлом, так и в настоящем и в будущем.
Прошедшее время (категорическое) изъявительного наклонения. Прошедшее категорическое время обозначает действия в прошлом, передаваемые говорящим как факты вне каких-либо оценочно-дополнительных смысловых нюансов. В прошедшем категорическом времени нет деления на действия, совершенные в далеком или близком прошлом. Также оно не передает продолжительности действия или какого-либо срока.
Прошедшее субъективное время (неочевидное) изъявительного наклонения. Прошедшее субъективное (не очевидное) время употребляется для передачи действий, о которых говорящий знает со слов других людей; услышал по телевизору или радио и т. п. Сам лично он не был их свидетелем. Время используется в рассказах, сказках и анекдотах.
Настояще-будущее время изъявительного наклонения.
Настоящее-будущее неопределенное время используется:
1. Для действий, происходящих регулярно.
Ağam süt içmez. — Мой брат не пьёт молоко.
Anam et aşamaz. — Мама не ест мясо.
В предложения, где используется данное время, можно дополнительно вставить слова «в общей сложности, вообще, всегда / никогда», при этом смысл высказывания не изменится.
2. Для передачи просьб или предложений.
Maña qalam berirsiñ mi? — Ты не дашь мне карандаш?
Bir kese kähwe içersiñ mi? — Выпьешь чашечку кофе?
3. В пословицах и поговорках.
Ne ekseñ, şunu orursıñ. — Что посеешь, то и пожнёшь.
4. Для передачи действий в будущем времени, если нет уверенности в том, что действие обязательно произойдёт.
Будущее время изъявительного наклонения. Будущее категорическое время указывает на то, что действие будет происходить после момента речи, то есть в будущем.
Настоящее время данного момента изъявительного наклонения.
Это время может обозначать:
- действие, происходящее в момент речи;
- действие, которое произойдет в будущем, если стоит слово, указывающее на время в будущем;
- действие, которое началось в прошлом и продолжается до настоящего момента.

Прошедшее продолжительное время в озьтюрке образуется присоединением к основе глагола аффиксов -a/-e/-y и вспомогательного глагола edi.
| kele edim, ala edim | kele edik, ala edik     |
| kele ediñ, ala ediñ | kele ediñiz, ala ediñiz |
| kele edi, ala edi   | kele ediler, ala ediler |

Давнопрошедшее время в озьтюрке образуется присоединением к основе глагола аффиксов -ğan/-gen/-qan/-ken или -mış/-miş/-muş/-müşи вспомогательного глагола edi.
| alğan (almış) edim | alğan (almış) edik   |
| alğan (almış) ediñ | alğan (almış) ediñiz |
| alğan (almış) edi  | alğan (almış) ediler |

Имя прилагательное в языке озьтюрк не имеет собственных словоизменительных категорий (за исключением степеней сравнения качественных прилагательных), в чём и состоит его главное отличие от имени существительного. В то же время прилагательное может употребляться в синтаксической функции подлежащего или дополнения и приобретать при этом словоизменительные категории существительного. Большинство прилагательных имеет лишь три степени сравнения: положительную (исходная форма), сравнительную и превосходную.
Наречия образа действия описывают способ действия, как выполняется действие и в каких условиях. Они отвечаю на вопрос «Как?».
В языке Озьтюрк существует 3 формы деепричастий. Они образуются с помощью аффиксов:
1. -ıp/-ip/-up/-üp/-p: barıp, kelip, söylep, körüp;
2. -a/-e/-y: bara-bara, kele-kele, söyley-söyley;
3. -araq/-erek/-yaraq/-yerek: bararaq, kelerek, söyleyerek.

Как и другие глагольные формы, деепричастие выражает процесс, соотнесённый с его производителем, но имплицитно, без специальных морфологических показателей в своём составе.

## Фонетика
Поскольку установление однозначных орфоэпических правил чтения невозможно в связи с отсутствием орфоэпических словарей в весьма значительном числе тюркских языков, известная вариативность произношения возможна и вполне допустима.
Буквы a, b, d, f, h, m, n, o, p, r, s, t, u, z читаются примерно так же, как русские а, б, д, ф, х, м, н, о, п, р, с, т, у, з.
с читается как слитное дж (как английское j в слове just), перед гласными e, i, ö, ü смягчается.
ç примерно как русское ч.
g как мягкое г — гь.
ğ примерно как украинское г.
ı как безударное русское ы.
i примерно как русское и.
j как русское ж.
k как мягкое к — кь.
l может обозначать как твёрдое л, так и мягкое ль (смягчается перед гласными e, i, ö, ü, после них).
ñ наподобие английского ng в слове meeting, sing, ring
ö как немецкое ö.
q похоже на быстро произнесённое сочетание кх.
ş примерно как русское ш.
ü как немецкое ü.
y как русское й.
ä — как промежуточный звук между «а» и "э, в английском очень часто используется — cat, man, sad.
Буква e в первом слоге читается скорее как 'е (не йотированная). Во втором и последующих слогах корня как э.

## Пополнение словаря
Добавление новых слов в словарь происходит с помощью специально разработанной программы. Она представляет собой упрощенную версию разработки инициатора языка «ортатюрк» Бахтиёра Каримова, позволяющую производить компьютерный выбор среднетюркской лексики, основываясь на данных 50 тюркских языков, из которых 30 живых с общей численностью говорящих более 160 млн человек. Для вычисления среднетюркских словоформ используются два параметра: численность говорящих и количество языков. Выбор состава звукотипов конкретного слова осуществляется по принципу большинства.